# سفيتلانا بويكو
سفيتلانا بويكو (بالروسية: Светлана Юрьевна Бойко)‏ هي متزلجة روسية، ولدت في 8 فبراير 1966 في موسكو في روسيا.

## وصلات خارجية
- سفيتلانا بويكو على موقع SpeedSkatingBase.eu (الإنجليزية)
- سفيتلانا بويكو على موقع SpeedSkatingNews.info (الإنجليزية)
- سفيتلانا بويكو على موقع SpeedSkatingStats.com (الإنجليزية)
- سفيتلانا بويكو على موقع اللجنة الأولمبية الدولية (الإنجليزية)
- سفيتلانا بويكو على موقع أوليمبيديا (الإنجليزية)